# Marek Głogowski
Marek Głogowski (właśc. Jerzy Wojciech Martin, ur. 21 stycznia 1947 roku) – polski poeta i prozaik, autor utworów i słuchowisk dla dzieci oraz tekstów piosenek, dziennikarz i tłumacz. Absolwent Wydziału Filologii Polskiej i Słowiańskiej Uniwersytetu Warszawskiego.

## Życiorys
W latach 1970–1974 pracował jako redaktor w Państwowym Wydawnictwie Muzycznym, a w latach 1974-1984 na takim samym stanowisku w Teatrze dla Dzieci Polskiego Radia. W roku 1986 został z kolei kierownikiem redakcji utworów dla dzieci w wydawnictwie Nasza Księgarnia.
W roku 1968 rozpoczął zawodowe pisanie tekstów piosenek utworem Lepiej późno niż wcale dla Stana Borysa i zespołu Bizony. Piosenka ta została uhonorowana I nagrodą w Telewizyjnej Giełdzie Piosenki. Utwory z jego tekstami można usłyszeć też w wykonaniu takich artystów i zespołów muzycznych, jak np.: Andrzej Dąbrowski, Wojciech Gąssowski, Irena Jarocka, Maciej Kossowski, Krzysztof Krawczyk, Skaldowie, Trubadurzy.

## Twórczość

### Utwory dla dzieci
- Deszczowy dzień
- Lisia czapa, Nasza Księgarnia, 2003, ISBN 83-10-10860-5
- Pomocnicy świętego Mikołaja
- Tajemniczy gość

### Wybrane piosenki
- Akt strzelisty - wyróżnienie na Sacrosong w Krakowie (1972)
- Chwila - nagroda arcybiskupa B. Kominka na Festiwalu Piosenki Religijnej Sacrosong we Wrocławiu (1970)
- Las ułożył tę piosenkę
- Lepiej późno niż wcale
- Małe słówko "kocham"
- Opowiedz mi swoją historię (współaut. Janusz Kondratowicz)
- Powiedz, jaką chcesz piosenkę
- Spacer przy księżycu - I nagroda w Ogólnopolskim Konkursie na Piosenkę Młodzieżową (1965)
- W świetle nocy, w mroku dnia
- Z Cyganami w świat
- Zdradziło cię jedno spojrzenie
- Znamy się tylko z widzenia